# Giuseppe De Lutiis
Giuseppe De Lutiis (Pescara, 3 dicembre 1941 – Roma, 13 marzo 2017) è stato un sociologo e storico italiano specializzato nei temi dei servizi segreti italiani e del terrorismo in Italia.

## Biografia
Negli anni settanta del Novecento ha lavorato al periodico L'Astrolabio, diretto da Ferruccio Parri; in seguito ha collaborato per anni all'attività di ricerca del Dipartimento di Sociologia dell'Università di Roma La Sapienza. Ha svolto consulenze per varie Procure della Repubblica, tra le quali quelle di Brescia, Napoli e Palermo.
Dal 1994 al 2001 è stato coordinatore dei consulenti della Commissione parlamentare su stragi e terrorismo. Dal 2002 al 2006 è stato consulente presso la Commissione parlamentare d'inchiesta concernente il "dossier Mitrochin" e l'attività d'intelligence italiana. È stato inoltre consulente delle trasmissioni televisive: La notte della Repubblica, Viaggio al Sud, Viaggio nella Giustizia e C'era una volta la Prima Repubblica, tutte di Sergio Zavoli.
È morto a Roma il 13 marzo 2017.

## Opere
- L'industria del santino (Guaraldi, 1973)
- Forme del sacro in un'epoca di crisi (con Franco Ferrarotti et al., Liguori Editore, 1978)
- Attacco allo Stato (Napoleone, 1982)
- Storia dei servizi segreti in Italia (Editori Riuniti, 1984)
- La strage. L'atto d'accusa dei giudici di Bologna (Editori Riuniti, 1986)
- Perché Aldo Moro (Editori Riuniti, 1988)
- Venti anni di violenza politica in Italia (con Carlo Schaerf et al., Isodarco, 1992
- Il lato oscuro del potere (Editori Riuniti, 1996)
- L'omicidio politico e la sua protezione (1945-1995), in "Storia d'Italia Einaudi", Annali 12 (Giulio Einaudi Editore, 1997)
- I servizi segreti in Italia. Dal Fascismo alla seconda Repubblica (Editori Riuniti, 1998)
- I servizi segreti. Come funzionano, a che cosa servono, come controllarli, (Centro Cultura Legalità Democratica della Regione Toscana, 2000
- Terrorism in Italy: Receding and Emerging Issues, in "Confronting Terrorism: European Experiences, Threat *Perceptions and Policies" (edited by Marianne van Leeuwen,  Kluwer Law International, The Hague 2003)
- Destabilization in Italy during the 1960s-1970s. Implications for Police and Security Corruption (in M. Amir and S. Einstein, "Police Corruption: Challenges for Developed Countries-Comparative Issues and Commissions of Inquiry", Office of International Criminal Justice, Sam Houston State University, Criminal Justice Center, Huntsville, USA 2004)
- Giuseppe De Lutiis, Il golpe di Via Fani, Sperling & Kupfer, 2007, ISBN 8820043645.
- Il sequestro di verità (con Sergio Flamigni et al., Kaos edizioni, 2008)
- Giuseppe De Lutiis, I servizi segreti in Italia. Dal fascismo all'intelligence del XXI secolo, Sperling & Kupfer, 2010, ISBN 8820047276.